# Sebastian Mielitz
Sebastian Mielitz (født 18. juli 1989) er en tysk fodboldspiller (målmand), som spiller for den tyske klub FC Viktoria Köln. Han har tidligere spillet for SønderjyskE i Superligaen.

## Klubkarriere
Mielitz blev født i den tidligere østtyske by Zehdenick i delstaten Brandenburg og begyndte sin fodboldkarriere i klubben Eintracht Oranienburg, inden han skiftede videre til MSV Neuruppin og Energie Cottbus. I 2005 skiftede han til SV Werder Bremen, hvor han startede på klubbens ungdomshold. Den 10. november 2007 debuterede han på Werder Bremens andethold. I august 2008 forlængede Mielitz sin kontrakt med Werder Bremen, således parterne havde papir på hinanden frem til 2010. Han fik sin professionelle debut i 3. Liga den 16. august 2008 imod Jahn Regensburg.

### Werder Bremen
Den 3. december 2009 debuterede Mielitz på Werder Bremens førstehold i en UEFA Europa League-hjemmekamp imod CD Nacional fra Portugal, da han erstattede en skadet Tim Wiese. Tre dage senere, den 6. december 2009, debuterede han i Bundesligaen, hvor han holdt målet rent i en 0-0-udekamp imod 1. FC Köln.  I marts 2010 skrev han under på en kontraktforlængelse, der skulle holde ham i klubben til 2012.
Mielitz forblev 3. valg på målmandsposten bag Wiese og Christian Vander forud for 2010-11-sæsonen. Den 20. oktober 2010 fik han sin debut i UEFA Champions Leagues gruppespil imod hollandske Twente, hvor han erstattede Wiese, som havde pådraget sig en skade. Tre dage senere i 9. spillerunde af Bundesligaen lavede Mielitz adskillige redninger, der hjalp sit hold til en 4-1-udesejr over Borussia Mönchengladbach, hvilket samtidig var klubbens første sejr i sæsonen. Han optrådte i sin anden Champions League-kamp imod Twente den 2. november 2010, som Werder Bremen tabte 2-0. I slutningen af sæsonen skrev Mielitz under på endnu en kontraktforlængelse, der skulle holde ham i klubben indtil 2013. Rygter begynde at sprede sig om, at Wiese var tæt på at forlade klubben, og at Mielitz var udset som nyt andetvalg i klubben.
Forud for 2011-12-sæsonen blev Mielitz udnævnt som andetvalg på målmandsposten, hvilket skubbede Vander ned som nummer 3 på målmændenes indbyrdes rangstig. Han spillede sin første kamp i sæsonen den 17. september 2011, efter at Wiese tidligt blev udvist i en 1-1-kamp imod 1. FC Nürnberg. Wiese modtog efterfølgende en straf på tre karantænedage, hvorfor Mielitz overtog posten med gode præstationer, indtil Wiese kom tilbage efter endt karantæne.
I maj 2012 skrev han under på endnu en kontrakt, som ville holde ham i klubben indtil 2014 og da Wiese forlod Werder Bremen til fordel for Hoffenheim, blev Mielitz tildelt trøjenummer 1 til den kommende sæson. I LIGA total! Cuppen 2012 blev Mielitz helten, da han reddede to skud i straffesparkskonkurrencen i en 4-2-sejr over Bayern München. Det sendte holdet i finalen, hvor de slog Borussia Dortmund i en straffesparkskonkurrence.

### SC Freiburg og Greuther Fürth
I 2014 skiftede han fra Werder Bremen til Freiburg i Bundesligaen, efter han igen var blevet degraderet til andetvalg i klubben. Han fik nul bundesligakampe for Freiburg i den efterfølgende sæson og optrådte kun i to pokalkampe, hvorfor han igen i 2015 skiftede til 2. Bundesligaklubben Greuther Fürth. I sin første sæson spillede han 33 kampe, men i den anden sæson blev han degraderet til andetholdet.

### SønderjyskE
Efter at kontrakten Greuther Fürth udløb ved udgangen af 2016-17-sæsonen skrev Mielitz under på en toårig kontrakt med SønderjyskE i Superligaen med option på yderligere et år. Allerede i foråret 2017 havde Mielitz været til prøvetræning i Haderslev, hvor han efterlod et godt indtryk på trænerteamet, som efterfølgende besluttede sig for, at man ville have ham på kontrakt.
Han fik sin debut for SønderjyskE den 17. juli 2017 i en 0-0-kamp hjemme mod Randers FC.

## Landsholdskarriere
Han var en del af det tyske hold, som i 2009 deltog i U/20 VM i fodbold 2009.

## External links
- Sebastian Mielitz' spillerprofil på Transfermarkt (engelsk)
- Sebastian Mielitz' profil på WorldFootball.net (engelsk)
- Sebastian Mielitz' profil hos FootballDatabase.eu (engelsk)
- Sebastian Mielitz' profil hos fussballdaten.de (tysk)
- Sebastian Mielitz' spillerprofil på Soccerway (engelsk)
- Sebastian Mielitz' profil hos as.com (spansk)